# Монсеррат (гора)
Монсерра́т (кат. и исп. Montserrat — «разрезанная», или «зубчатая» гора) — гора, расположенная в 50 км от Барселоны на полпути до Пиренеев.
На Монсеррате находится знаменитый монастырь Монсеррат.

## Происхождение
Миллионы лет назад на месте Каталонии было море, впоследствии морское дно вздыбилось и превратилось в горный хребет. Позже из-за схождения ледника образовались Пиренеи, а гора Монсеррат откололась от основного хребта и расположилась особняком.

## Описание
Высота горы 1236 метров, протяженность 10 км, ширина 5 км.
Гора столь необычна, что вызывает и восторг, и трепет. Огромные лысые скалы, образующие гору, возвышаются словно идолы. Узкие каналы напоминают причудливые узоры, а мрачные пещеры придают всему облику Монсеррат особую таинственность. В ясную погоду вершина видна издалека; в облачную она скрывается в тумане, и кажется, что облака цепляются за камни. Очаровывающая красота горы с её многочисленными каменными вершинами служила источником вдохновения для многих художников, музыкантов и поэтов.
С горой связаны многочисленные легенды. Одна из них рассказывает, что однажды на гору спустились ангелы, но им стало скучно от окружающего ландшафта, и они распилили гору пополам и украсили её разнообразными фигурами. С тех пор гору прозвали Монсеррат, что означает распиленная гора. А причудливым каменным образованиям жители дали такие имена, как Божий перст, Лик Святой Девы, Голова слона, Верблюд.

## Как добраться
До подножия горы можно доехать на машине или автобусе по автостраде или на электричке, которая отходит от площади Испании в Барселоне.
Далее в гору можно подняться на кремальере (горный поезд), по канатной дороге или пешком.
На самую вершину горы ходят фуникулеры. Оттуда начинаются 3 пеших туристических маршрута по склонам горы. Всего для подъема в гору и прохода по склонам горы существуют около 10 пеших маршрутов.

## Галерея

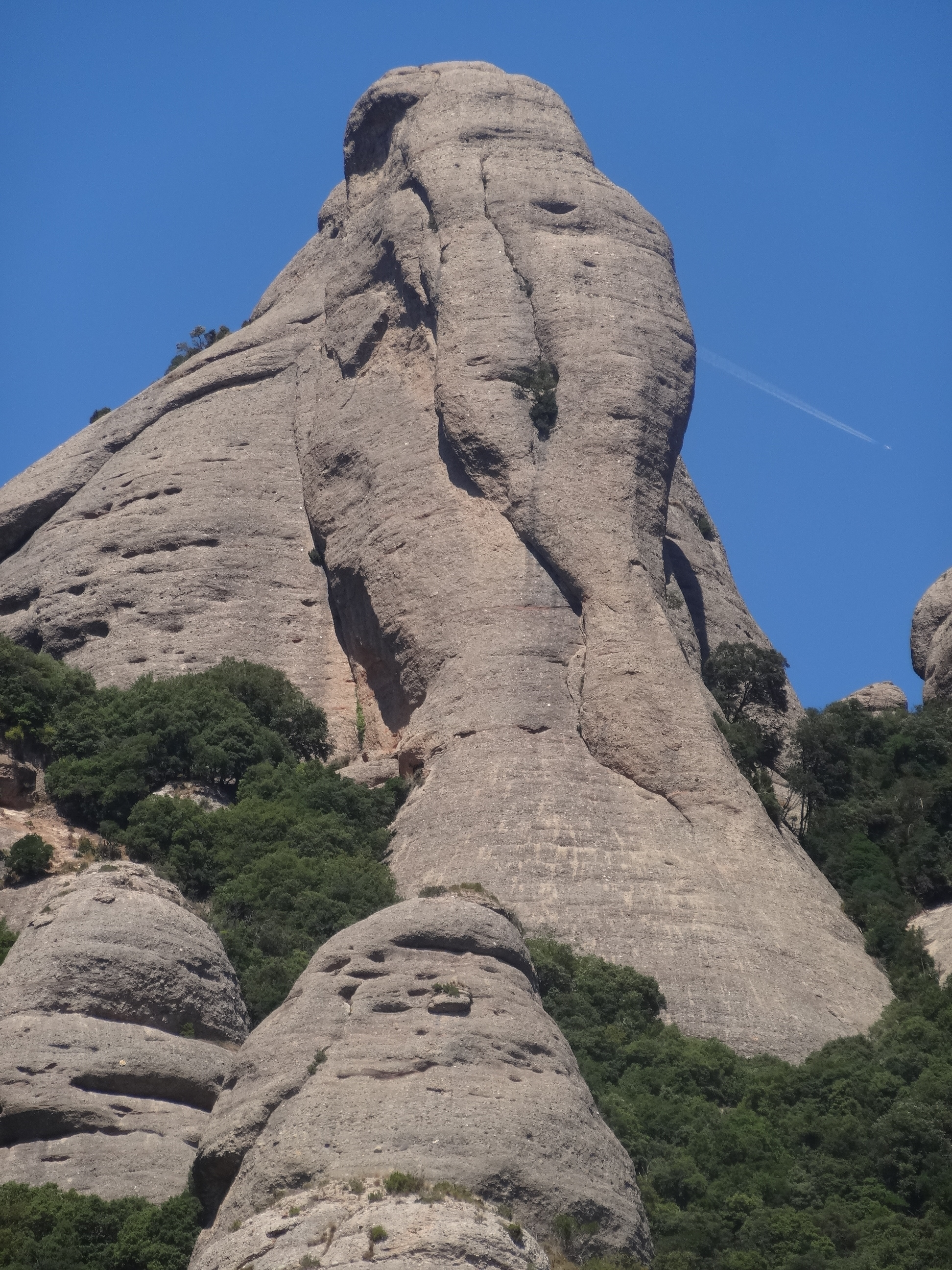
«Голова слона»
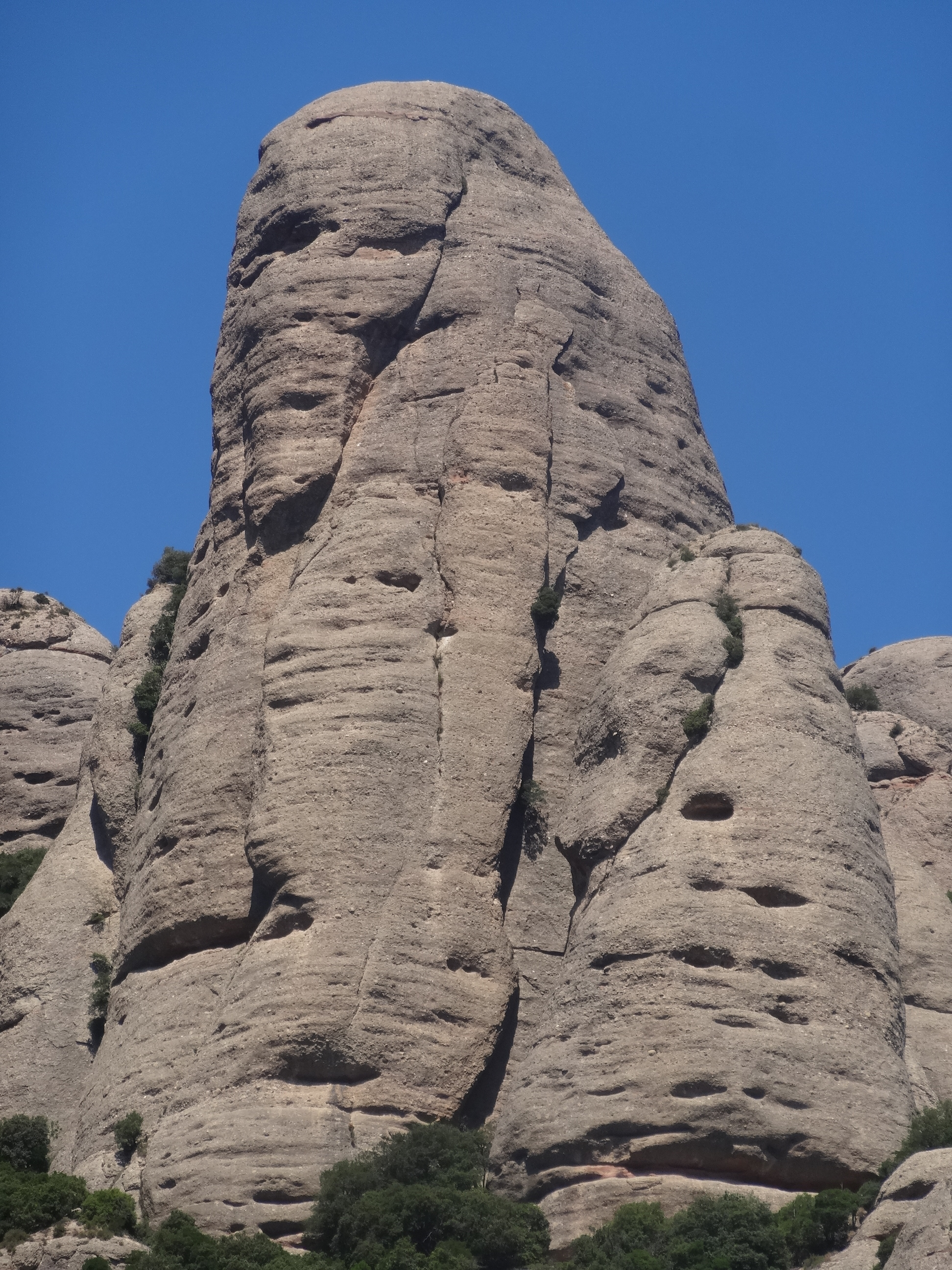
«Мумия»
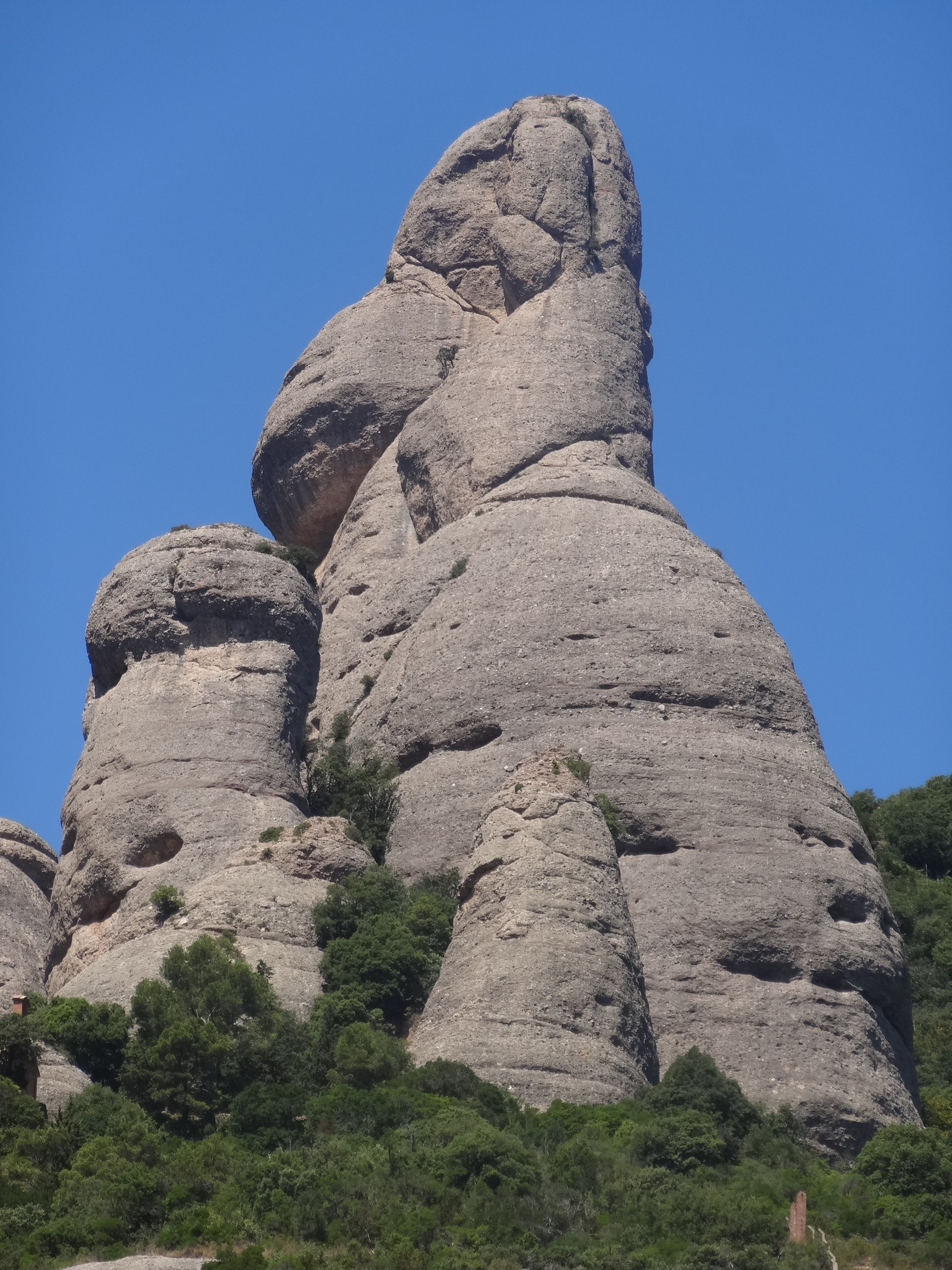
«Беременная»
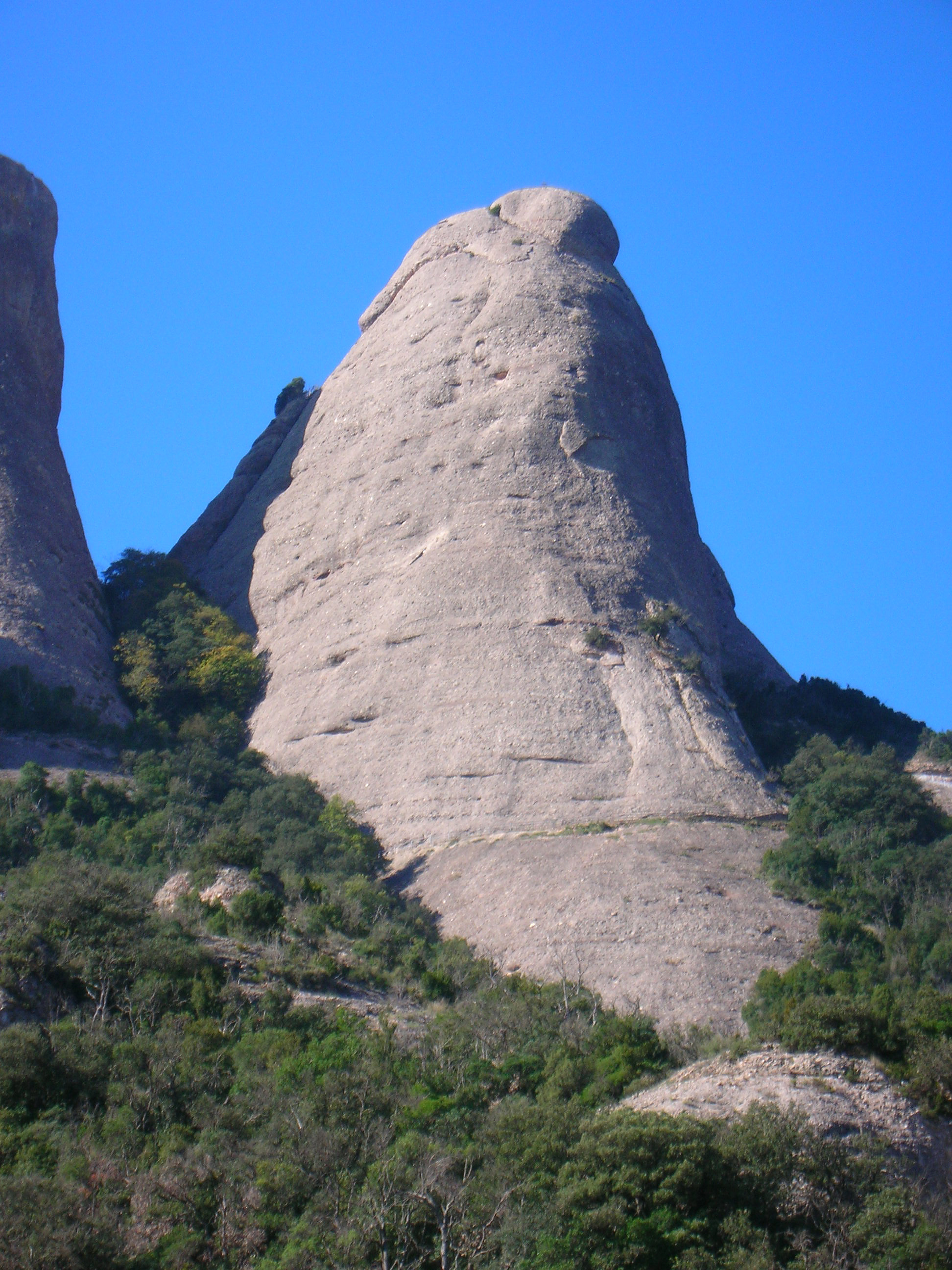
«Фригийский колпак»
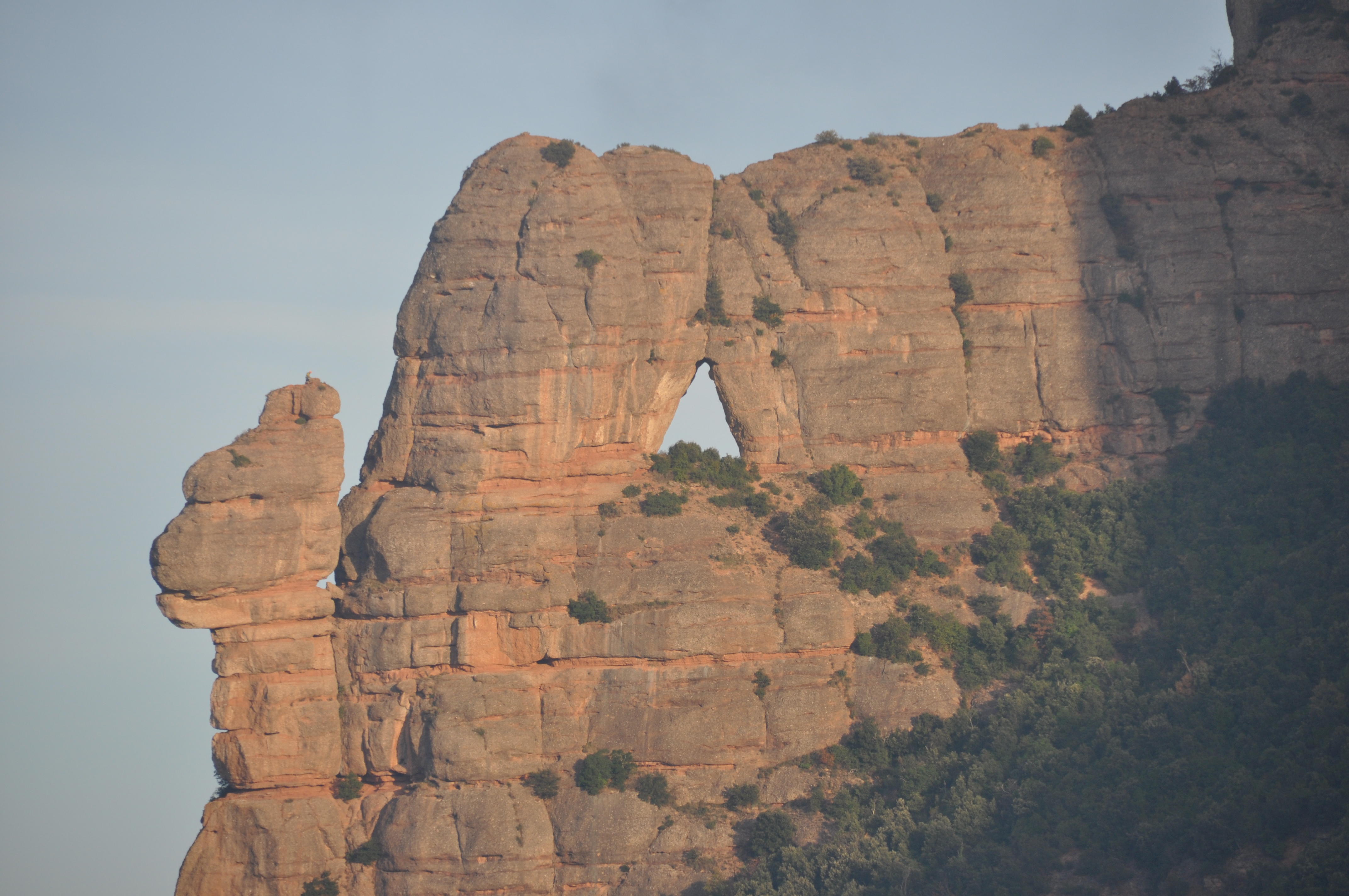
«Стульчик» и «Просверленная скала»
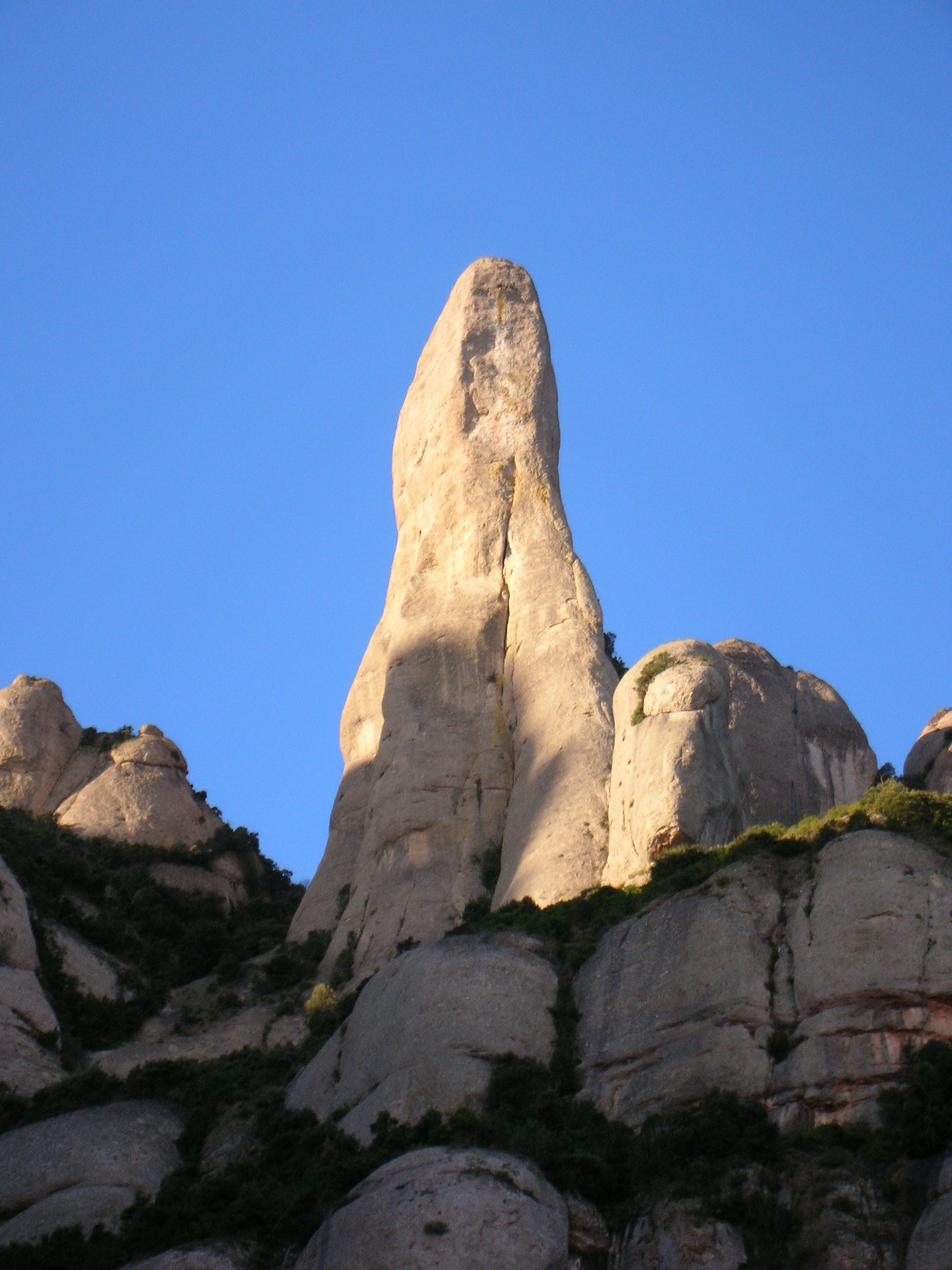
«Конь Берната»